# KBO 골든글러브 외야수 수상자 목록
- 한국 프로 야구 골든 글러브 외야수 부문 연도별 수상자

| 연도   | 이름                   | 소속             | 득표수 | 후보 |
| ------ | ---------------------- | ---------------- | ------ | --- |
| 1982   | 김성관 양승관 김준환   | 롯데 삼미 해태   |        | |
| 1983   | 김종모 박종훈 장효조   | 해태 OB 삼성     |        | |
| 1984   | 김종모 홍문종 장효조   | 해태 롯데 삼성   |        | |
| 1985   | 이광은 박종훈 장효조   | MBC OB 삼성      |        | |
| 1986   | 이광은 김종모 장효조   | MBC 해태 삼성    |        | |
| 1987   | 이광은 김종모 장효조   | MBC 해태 삼성    |        | |
| 1988   | 이순철 이강돈 이정훈   | 해태 빙그레      |        | |
| 1989   | 김일권 이강돈 고원부   | 태평양 빙그레    |        | |
| 1990년 | 이정훈 이강돈 이호성   | 빙그레 해태      |        | |
| 1991년 | 이순철 이강돈 이호성   | 해태 빙그레 해태 |        | |
| 1992년 | 이순철 이정훈 김응국   | 해태 빙그레 롯데 |        | |
| 1993년 | 이순철 김광림 전준호   | 해태 쌍방울 롯데 |        | |
| 1994년 | 윤덕규 박노준 김재현   | 태평양 쌍방울 LG |        | |
| 1995년 | 김광림 김상호 전준호   | 쌍방울 OB 롯데   |        | |
| 1996년 | 김응국 양준혁 박재홍   | 롯데 삼성 현대   |        | |
| 1997년 | 이병규 양준혁 박재홍   | LG 삼성 현대     |        | |
| 1998년 | 전준호 박재홍 김재현   | 현대 LG          |        | |
| 1999년 | 정수근 이병규 호세     | 두산 LG 롯데     |        | |
| 2000년 | 박재홍 송지만 이병규   | 현대 한화 LG     |        | |
| 2001년 | 이병규 정수근 심재학   | LG 두산          |        | |
| 2002년 | 송지만 이종범 심정수   | 한화 KIA 현대    |        | |
| 2003년 | 심정수 이종범 양준혁   | 현대 KIA 삼성    |        | |
| 2004년 | 브룸바 박한이 이병규   | 현대 삼성 LG     |        | |
| 2005년 | 이병규 서튼 데이비스   | LG 현대 한화     |        | |
| 2006년 | 이용규 이택근 박한이   | KIA 현대 삼성    |        | |
| 2007년 | 이종욱 심정수 이대형   | 두산 삼성 LG     |        | 박재홍 (SK) / 박한이 (삼성) / 박용택 (LG) / 발데스 (LG) / 송지만 (현대) / 전준호 (현대) / 김주찬 (롯데) / 정수근 (롯데) / 이용규 (KIA) |
| 2008년 | 가르시아 김현수 이종욱 | 롯데 두산        |        | 박재홍 (SK) / 이대형 (LG) / 김주찬 (롯데) / 박한이 (삼성) / 김원섭 (KIA) / 이용규 (KIA) / 이택근 (히어로즈) / 전준호 (히어로즈)        |
| 2009년 | 김현수 이택근 박용택   | 두산 히어로즈 LG |        | 김원섭 (KIA) / 박재상 (SK) / 강봉규 (삼성) / 클락 (히어로즈) / 이대형 (LG) / 이진영 (LG) / 강동우 (한화)                               |
| 2010년 | 김강민 김현수 이종욱   | SK 두산          |        | 박한이 (삼성) / 이용규 (KIA) / 이진영 (LG) / 이대형 (LG) / 손아섭 (롯데)                                                               |
| 2011년 | 최형우 손아섭 이용규   | 삼성 롯데 KIA    |        | 전준우 (롯데) / 이종욱 (두산) / 정수빈 (두산) / 이병규 (LG) / 강동우 (한화) / 유한준 (넥센)                                            |